# Synharmonizm
Synharmonizm – obowiązująca w niektórych językach tureckich reguła, zgodnie z którą cały wyraz ulega ujednoliceniu pod względem dystynktywnych cech fonologicznych. A zatem, obok harmonii samogłosek, także i spółgłoski wyrazu są identyczne w zakresie palatalizacji i labializacji. Podobnie jak harmonia wokaliczna synharmonizm służy wyznaczeniu granicy wyrazu.